# Club Deportivo Natación Bidasoa XXI
El Club Deportivo Natación Bidasoa XXI es un club de natación y waterpolo con sede en Irún, fundado inicialmente en 1988 como una sección del Club Deportivo Bidasoa de balonmano.

## Historia
Se funda en 1988 coincidiendo con la finalización de la construcción del Polideportivo Municipal de Irún como una sección del C.D. Bidasoa cuya actividad principal era el Balonmano, aunque contaba con otra serie de deportes. En la temporada 1993/1994 el equipo femenino de natación gana el Campeonato de Guipúzcoa Absoluto. Y en la temporada 1994/1995 se logra obtener el galardón de Mejor Club Guipuzcoano de natación. En 1997 se proclama Campeón de Guipúzcoa Absoluto de natación y el equipo femenino de Campeón de Euskalherría de natación Absoluto. El equipo femenino de natación en la temporada 2000/2001 participa en la 1ª División de la Copa de España de Clubes, logra la victoria y asciende a la máxima categoría. 
A finales del año 2001 la sección de natación se segrega del CD Bidasoa y sigue su andadura en solitario como Club Bidasoa XXI. En esa temporada, en el Campeonato de natación de España Absoluto de invierno  el relevo femenino de 4x50 Libres, además de proclamarse campeón llega a establecer un nuevo Récord de España Absoluto.
Markel Alberdi nadador del club Bidasoa XXI, participó en los Juegos Olímpicos de Río de Janeiro 2016.
La temporada 2019/2020 al unirse los clubes Oarsoaldea y Bidasoa XXI, el club pasa a tener más de 300 deportistas y se convierte en el club de natación más grande de Euskadi.

## Palmarés

### Natación
- Mejor Club Guipuzcoano.
- Campeón de Guipúzcoa Absoluto.
- Campeón de Liga de Euskal Herria de Clubes
- Campeón de Euskal Herria Absoluto
- Campeón femenino de la Copa de España de Clubes, en 2001.
- Récord de España Absoluto en relevo 4x50 libres, femenino (diciembre de 2001).
- Mejor equipo de Euskal Herria en el ranking de la RFEN

### Waterpolo
- 1 Copa Euskal Herria de waterpolo femenino (2019)[5]
- 1 Copa Euskal Herria de waterpolo masculino (2014)
- 1 Liga Euskal Herria de waterpolo femenino (2020)